# Knut Borchardt
Knut Borchardt, né le 2 juin 1929 à Berlin et mort le 5 février 2023, est un historien allemand, spécialiste de l'histoire économique.